# Cyril Rootham
Cyril Bradley Rootham (n. 5 octombrie 1875 - d. 18 martie 1938) a fost un compozitor, dirijor, organist și lector universitar englez. Munca lui de la Universitatea Cambridge l-au făcut o figură influentă în muzica engleză. A fost unul dintre seniorii al Colegiului St John's, unde a fost, de asemenea, organist, Rootham a condus Societatea Muzicală de la Universitatea Cambridge, al cărui concert programator inovator a ajutat la formarea gusturilor muzicale engleze ale acelor timpuri. Propriile lui compoziții includ două simfonii, o operă, mai multe lucrări corale, multă muzică de cameră, numeroase cântece.

## Biografie
Rootham s-a născut în Bristol, fiul lui Daniel Wilberforce Rootham și Mary Rootham (numele de naștere Gimblett Evans). Tatăl său a fost un bine-cunoscut profesor de canto, printre elevii săi se numără Eva Turner și Clara Butt, el a fost, de asemenea și director al Societății Madrigale din Bristol.
După ce a terminat Școala de Gramatică de la Bristol, Rootham a intrat în anul 1894 la Colegiul St John’s din Cambridge pentru a studia limba latină si greacă clasică. În 1897 a avut prima absolvire, aceasta a fost urmată de o a doua diplomă de licență, de această dată în muzică, pe care a absolvit-o în anul 1900. Rootham și-a continuat educația muzicală la Colegiul Regal de Muzică, unde a studiat sub îndrumările lui Marmaduke Barton, Walter Parratt, Hubert Parry și Charles Villiers Stanford.
A deținut postul de organist la Biserica lui Hristos din Hampstead (Londra) și Catedrala St Asaph (Tara Galilor). În 1901 Rootham a fost numit organist la Colegiu St John’s din Cambridge, un post pe care l-a deținut până la sfârșitul vieții sale.
În 1912, Rootham a devenit dirijor la Societatea Muzicală de la Universitatea Cambridge (CUMS). Sub conducerea și programarea sa întreprinzătoare, CUMS a exercitat o influență semnificativă asupra vieții muzicale engleze ale acelor timpuri. În 1914 Rootham a devenit unul dintre seniorii de la Colegiul St John's după care a preluat postul de Lector Universitar în Formarea și Analiza Muzicala. În 1924 a fost numit Lector în Contrapunct și Armonie. Printre mulții studenți ai săi de compoziție se numără Arthur Bliss, Arnold Cooke, Christian Darnton, Armstrong Gibbs, Walter Leigh, Robin Orr, Bernard Stevens și Percy Young. 
Cu timpul a urmat dezvoltarea progresivă a atrofiei musculare si în urma unui accident vascular cerebral, implicărea sa activă în CUMS a fost lăsată lui Boris Ord (din 1936). În ciuda bolii, Rootham reușit să compună Simfonia a Doua cu trei miscări. Mișcarea de deschidere a fost atent orchestrate și completată de prietenul său apropiat Patrick Hadley, după ce Rootham a murit în 1938, perioadă în care se afla încă la înălțimea puterilor sale creatoare.

## Lucrări selectate
Cele mai importante compoziții ale lui Rootham sunt considerate a fi următoarele:
- 1918–21: Opera "Cele doua surori" (The Two Sisters)
- 1927-28: Oratoriu "În dimineața zilei de Nașterii lui Hristos" (On the Morning of Christ's Nativity: poezie de John Milton)
- 1932: Simfonia nr. 1 în Do minor
- 1936-38: Simfonia nr. 2 în Re major

## Discografie
O parte din compozițiile lui Rootham care au fost înregistrate:
- Simfonia nr. 1. London Philharmonic Orchestra, dirijor Vernon Handley. Lyrita  SRCD.269
- Simfonia nr. 2. Scottish Philharmonic Singers, BBC Scottish Symphony Orchestra, dirijor Vernon Handley. Lyrita  REAM2118
- Oratoriu "Ode on the Morning of Christ's Nativity". Teresa Cahill (soprană), Philip Langridge (tenor), Michael Rippon (bas-baritonul), Trinity Boys Choir, BBC Singers & BBC Concert Orchestra, dirijor Vernon Handley. Lyrita REAM2118
- Diverse lucrari: "For the Fallen", "Miniature Suite", "The Psalm of Adonis", "City in the West", "The Stolen Child". Alan Fearon, Sinfonia Chorus, BBC Northern Singers, Northern Sinfonia of England, dirijor Richard Hickox. EMI Classics 5099950592326
- Sonata pentru vioară în Sol minor. Jacqueline Roche (vioară), Robert Stevenson (pian). Dutton Epoch CDLX 7219
- Suită în miniatură ("Miniature Suite for String Orchestra and Piano"). Martin Roscoe (pian), Guildhall Strings, Robert Salter. Hyperion Records B0000631BI
- Muzică pentru orgă: "Epinikion (Song of Victory)", "Elegiac Rhapsody on an Old Church Melody". Graham Barber (orgă al Catedralei Ripon). Priory Records B00008OETY